# Square Léo-Ferré
Le square Léo-Ferré, anciennement dénommé jardin Brûlon-Cîteaux, est un espace vert du 12e arrondissement de Paris, en France.

## Situation et accès

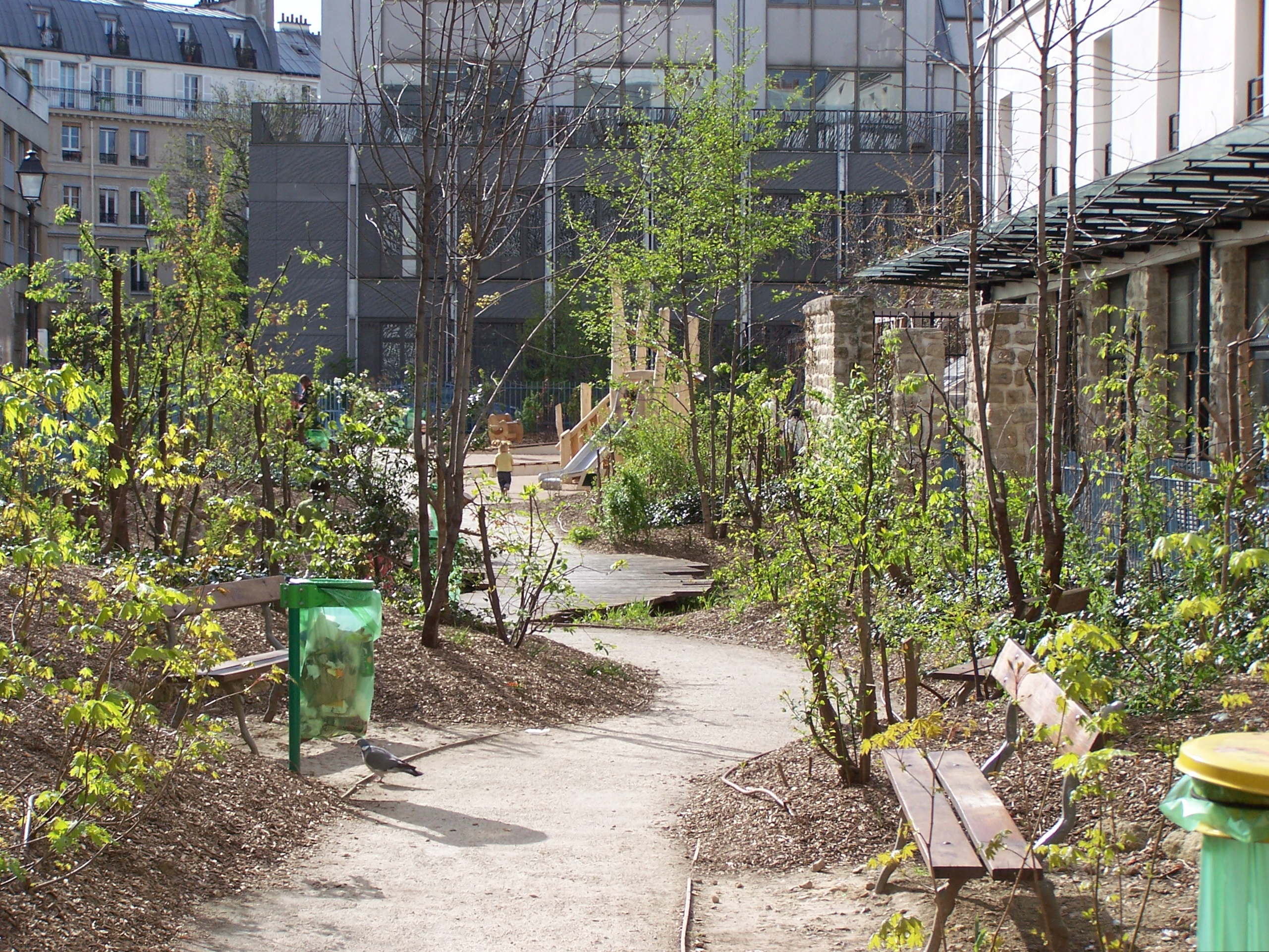
Entrée du square.

Le square Léo-Ferré est un petit jardin en longueur situé près du faubourg Saint-Antoine (entre les nos 160 et 164, accès par la rue de Cîteaux). Il est accessible par la rue de Cîteaux, le passage Brulon, et l'impasse Druinot.
Il est voisin du jardin partagé de l’association La Commune libre d’Aligre.
Le site est accessible par la ligne de métro 8 à la station Faidherbe - Chaligny.

## Origine du nom
Il rend hommage à l'auteur-compositeur-interprète, pianiste et poète Léo Ferré (1916-1993).

## Historique
Tout en longueur, le « jardin Brûlon-Cîteaux » est créé en 2007 et il est rebaptisé « square Léo-Ferré » le 24 octobre 2009, en hommage au chanteur disparu.